# Sonia Delaunay

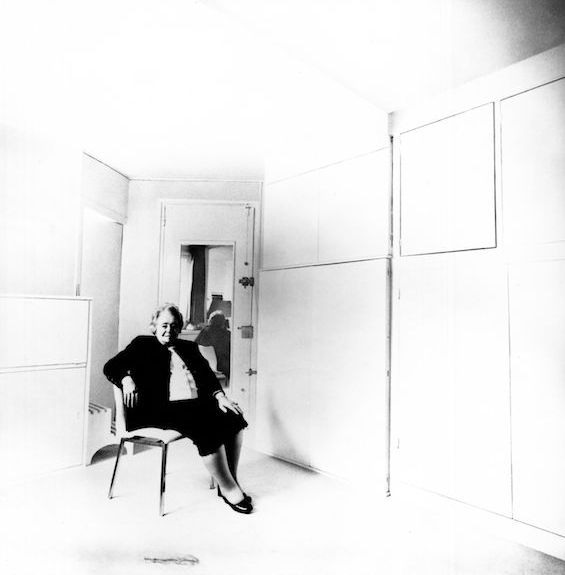
Sonia Delaunay

Sonia Delaunay-Terk (Gradizjsk, 14 november 1885 – Parijs, 5 december 1979) was een Russisch-Franse kunstenares, die trouwde met Robert Delaunay. Haar oeuvre omvat onder meer sieraden, schilderijen, textielontwerpen en decorontwerpen.

## Leven
Sarah Ilinitsjna Stern werd geboren in Gradizjsk en was van joodse komaf. Om onbekende redenen verhuisde zij naar Sint-Petersburg, waar haar oom Henri Terk, een rijke advocaat, woonde. In 1890 werd ze geadopteerd door diens gezin, waarbij ze Sonia Terk ging heten. Vanaf haar achttiende studeerde zij aan de kunstacademie van Karlsruhe (1903 - 1904) en, in 1905, aan de Academie de la Palette in Parijs. Sonia wordt in deze periode beïnvloed door de post-impressionisten en door de fauvisten. Op kleine schaal genoot ze naamsbekendheid.

## Huwelijk/scheiding
In 1908 trouwde ze met Wilhelm Uhde, een kunsthandelaar die homoseksueel was. Het was waarschijnlijk een verstandshuwelijk. In 1909 leerde ze de schilder Robert Delaunay kennen, met wie zij een liefdesrelatie kreeg. Uhde stemde toe in een scheiding en in 1910 trouwden Sonia en Robert. Hun zoon Charles werd in 1911 geboren. Tijdens de Eerste Wereldoorlog verbleven zij in Portugal en Spanje. Toen haar inkomen wegviel als gevolg van de Russische Revolutie, gaf Sergej Diaghilev haar de kans theaterkostuums voor de Ballets Russes te ontwerpen, waarna ze zich met veel succes op het ontwerpen van stoffen, kleding en theaterkostuums bleef richten. In deze jaren stopte zij bijna geheel met schilderen. In de crisisjaren sloot zij haar bedrijf, en ging weer schilderen, maar bleef ook haar ontwerpen verkopen.

## Werk
Begin twintigste eeuw werd er weinig samengewerkt tussen de modeontwerpers en beeldend kunstenaars. Sonia Delaunay vormde hierop een uitzondering. Samen met haar man Robert Delaunay ontwikkelde ze het simultanisme. Dit was een kleurentheorie gebaseerd op wetenschappelijk onderzoek, waaruit bleek dat sommige kleuren naast elkaar een andere kleur lijken te hebben of dat de combinatie van kleuren een schijn van beweging kunnen veroorzaken. Dit maakte dat het echtpaar met contrasterende en dissonerende kleuren werkte.
In haar werk maakte Delaunay veel gebruik van felle kleuren. De Russische volkskunst inspireerde haar daartoe. De kleuren van het simultanisme waren vernieuwend. Inspiratie putte Delaunay ook uit het prisma of uit straatverlichting. In haar leven heeft ze met vele stijlen geëxperimenteerd, waaronder orphisme, kubisme en abstracte kunst. In 1931 trad ze toe tot de groep Abstraction-Création. Tot aan zijn dood in 1941 heeft ze samen met Robert geschilderd.
Delaunay onderhield vriendschappelijke banden met dadaïst Tristan Tzara. Hij schreef gedichten over haar simultanistische werk en zij maakte tekeningen voor twee van zijn boeken.
Ze was de eerste vrouwelijke kunstenaar die nog tijdens haar leven geëerd werd met een retrospectief in het Louvre. In 1964 werd zij Ridder in het Franse Legioen van Eer en in 1975 Officier in deze zelfde orde.

## Tentoonstellingen (selectie)
- 2000 - Het versierde ego, het kunstjuweel in de 20ste eeuw, Koningin Fabiolazaal, Antwerpen